# Fərhad Vəliyev
Fərhad Vəliyev (auch Färhad Väliyev, Farhad Veliyev; * 1. November 1980 in Quba, Aserbaidschanische SSR, Sowjetunion) ist ein aserbaidschanischer Fußballtorwart.
Vəliyev begann seine Karriere beim kleinen Club Kimyaçı Sumqayıt. In den folgenden Jahren wechselte er häufig und spielte u. a. beim viermaligen nationalen Meister Neftçi Baku. Seit 2007 spielt er für den Hauptstadtclub Qarabağ Ağdam. Mit diesem konnte er 2009 den Gewinn des aserbaidschanischen Pokals feiern. In der Qualifikation zur Europa League 2009/10 bestritt er sechs Partien.
Im Jahr 2006 gab er sein Debüt in der Nationalmannschaft und entwickelte sich seitdem zu einer festen Größe und zum Stammtorwart des Teams von Nationaltrainer Berti Vogts.